# Dragutin Gorjanović-Kramberger

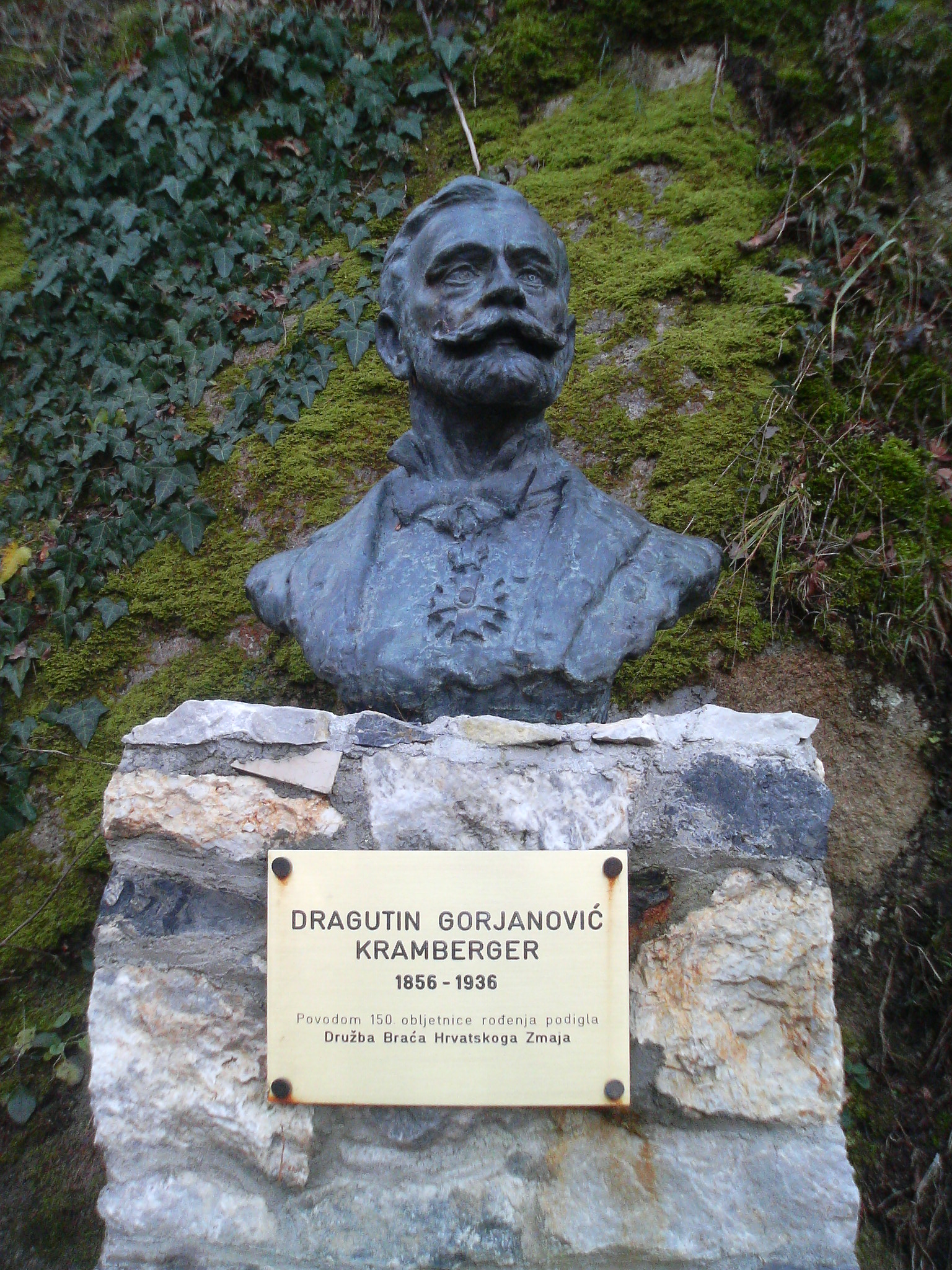
Dragutin Gorjanović Kramberger

Dragutin Gorjanović-Kramberger (deutsch Karl Gorjanović-Kramberger) (* 28. Oktober 1856 in Zagreb, Königreich Kroatien und Slawonien, Österreichisch-Ungarische Monarchie; † 22. Dezember 1936 ebenda, Königreich Jugoslawien) war ein Geologe und Paläontologe.

## Leben
Gorjanović-Kramberger studierte an den Universitäten Zürich, München und Tübingen und wurde 1879 an der Universität Tübingen mit einer Arbeit zu Fischfossilien aus den Karpathen zum Dr. rer. nat. promoviert und habilitierte sich 1880 an der Universität Zagreb. Von 1880 bis 1886 arbeitete er als Assistent am Geologisch-Mineralogischen Institut der Universität Zagreb. Von 1886 bis 1924 war er ordentlicher Professor für Geologie und Paläontologie an der Universität Zagreb.
Gorjanović-Kramberger entdeckte im Jahr 1899 die Neandertaler-Fundstätte Husnjakovo brdo bei Krapina, wo sich heute ein Neandertalermuseum befindet.

## Schriften
- Die Fauna der oberpontischen Bildungen von Podgradje und Vizanovec in Kroatien. In: Jahrbuch der Kaiserlich-Königlichen Geologischen Reichsanstalt. Band 49, Wien 1899, S. 235–246 (zobodat.at [PDF; 1,2 MB]).
- Die Fauna der unterpontischen Bildungen um Londjica in Slavonien. In: Jahrbuch der Kaiserlich-Königlichen Geologischen Reichsanstalt. Band 49, 1899, S. 125–134 (zobodat.at [PDF; 1,1 MB]).
- Über die Gattung Valeneiennesia und einige unterpontische Limnaeen. Ein Beitrag zur Entwicklungsgeschichte der Gattung Valenciennesia und ihr Verhältnis zur Gattung Limnaea. In: Beiträge zur Paläontologie und Geologie Österreich-Ungarns und des Orients. Band 13, Wien 1900, S. 121–140 (zobodat.at [PDF]).
- Über Budmania Brus. Und andere oberpontische Limnocardien Kroatiens. In: Sitzungsberichte der Akademie der Wissenschaften, mathematisch-naturwissenschaftliche Klasse 111, 1902, S. 5–25 (zobodat.at [PDF; 2,4 MB]).
- Die obertriadische Fischfauna von Hallein in Salzburg. In: Beiträge zur Paläontologie Österreich-Ungarns. XVIII, 1905, S. 193–224 (zobodat.at [PDF]).
- Der diluviale Mensch von Krapina in Kroatien. Wiesbaden 1906 (Digitalisat).
- Über Homo Aurignacensis Hauseri. In: Verhandlungen der Geologischen Reichsanstalt. 1909, S. 302 f. (zobodat.at [PDF; 316 kB]).
- mit Christian Baron Freiherr von Steeb, Milan Melkus: Die geologischen und hydrographischen Verhältnisse der Therme "Stubicke Toplice" in Kroatien und deren chemisch physikalische Eigenschaften. In: Jahrbuch der Kaiserlich-Königlichen Geologischen Reichsanstalt. Band 60, 1910, S. 1–66 (zobodat.at [PDF; 5,3 MB]).
- Homo Aurignacensis Hauseri in Krapina ?. In: Verhandlungen der Geologischen Reichsanstalt. 1910, S. 312–317 (zobodat.at [PDF; 563 kB]).